# Regression (Psychoanalyse)
Regression beschreibt innerhalb der psychoanalytischen Theorie einen psychischen Abwehrmechanismus, der der Angstbewältigung dient. Dabei erfolgt ein zeitweiliger Rückzug auf eine frühere Stufe der Persönlichkeitsentwicklung. Regression ist ein Prozess, in dem das Ich aus Angst vor den Triebwünschen des Es oder den Forderungen des Über-Ich bereits erworbene Positionen der Reife und der damit verbundenen Fähigkeiten aufgibt und sich auf frühere Positionen zurückzieht, die „Fixierungsstellen“ genannt werden. Der Gegenspieler der Regression ist die Progression. Mit diesem Begriff wird ein Prozess beschrieben, in dem sich das Ich von unreiferen Positionen hin zu reiferen entwickelt und dabei Fähigkeiten erwirbt, die dabei helfen, Herausforderungen zu bewältigen.
Wie alle Abwehrmechanismen läuft Regression überwiegend unbewusst ab und dient der Stabilisierung des psychischen Gleichgewichts. In diesem Sinne ist sie nicht dysfunktional, sondern Teil der Fähigkeit zur Selbststeuerung.

## Entwicklung des Begriffs
Der Begriff der Regression wurde von Sigmund Freud in die psychoanalytische Praxis eingeführt und war eng mit den von ihm beschriebenen psychopathologischen Erscheinungsformen und der psychosexuellen Entwicklung (wie Libido, Triebtheorie) verknüpft. Der Begriff der Regression steht bei Freud für die „Neigung der Libido im Falle von genitaler Nichtbefriedigung oder realer Schwierigkeiten in die früheren prägenitalen Besetzungen zurückzukehren“.
Der Freud-Schüler Kurt Lewin merkt dazu an: „Seine Theorie der Stufen der Libido-Organisation, die die Entwicklung des Individuums einteilt, beruht größtenteils auf Beobachtungen der Regression im Bereich der Psychopathologie“.
Anna Freud beschreibt Regression in ihrem grundlegenden Werk Das Ich und die Abwehrmechanismen zusammen mit zehn weiteren Abwehrmechanismen, die allesamt in mehr oder minder sinnvoller bis pathologischer Weise der Verarbeitung innerer Konflikte dienen.
Der Psychoanalytiker Michael Balint wertet Regression erstmals auch als Bewältigungsmechanismus, der einer Selbstregulation dienlich ist. Damit einhergehend wird die Beziehung von Patient und Therapeut mit ihren „heilenden“ Aspekten ebenfalls deutlich hervorgehoben. Danach gilt Regression als ein therapeutisches Moment, in dem wesentliche Bestandteile der interaktiven Beziehung zwischen Patient und Therapeut Berücksichtigung finden. So unterscheidet sich der Regressionsbegriff von Balint nicht nur inhaltlich von dem ursprünglich von Freud verwendeten Begriff, sondern kann auch therapierelevant angewendet werden.
Auch Reinhart Lempp versucht einen deutlich positiven Zugang zum Phänomen der Regression herzustellen: Er beschreibt Regression als beinahe alltägliches, oft nur kurz andauerndes Verhalten, das den Menschen vor den Zumutungen der Gegenwart und seinen Selbstzweifeln zeitweise schützt und ihm Gelegenheiten des Durchatmens verschafft.
Philosoph Peter Sloterdijk prägte im Sommer 2021 den Begriff Regressionssystem, mit dem er «sektenähnliche Meinungsgenossenschaften» beschreibt, die laut ihm «miteinander euphorische Erfahrungen in der Annahme des gemeinsamen privilegierten Zugangs zur Wahrheit» machen und «im Verwechseln der eigenen Wünsche mit der Welt etwas Kleinkindliches» haben. Für den Umgang mit solchen Systemen schlägt er vor: «Ich glaube, man muss heute über Aussteigerprogramme für Anhänger der Querdenker und anderer Regressionssysteme nachdenken»

## Maligne und benigne Regression und Progression
Michael Balint unterscheidet in seinem Buch Therapeutische Aspekte der Regression 1968 zwei Formen der Regression:
- Maligne Regression – ein Entwicklungsschritt wird nicht gemacht oder durch die Regression verhindert.
- Benigne Regression – ermöglicht in der Therapie ein Erinnern an einst vorhandene Gefühlszustände.[9] In einer extrem belastenden Zeit wird vorübergehend in einen umsorgten Zustand zurückgekehrt.

Balint unterscheidet ebenso die benigne Progression von der malignen, bei der ein Entwicklungsschritt zu früh gegangen wird.

## Kritik
Durch Ergebnisse der neueren Säuglingsforschung wird der Begriff der Regression, so wie ihn die traditionelle Psychoanalyse versteht, zunehmend kritisch gesehen. Die Kritik am Regressionsbegriff geht einher mit der Erweiterung des psychoanalytischen Entwicklungsmodells.
Die Gestalttherapie übte schon früh Kritik am Regressionsbegriff. Fritz Perls geht davon aus, dass ein Patient nicht auf ein früheres Stadium seiner Entwicklung zurückfällt, sondern nur eine andere Seite seiner Persönlichkeit offenbart. Die gegenwärtige Gestalttherapie definiert Regression als „(vorübergehende oder länger andauernde) Einschränkung in der aktuellen Möglichkeit eines Menschen, alle einmal erworbenen Kompetenzen seinem Wunsch entsprechend zu realisieren. Solche Einschränkungen können sowohl früher als auch später erworbene Kompetenzen betreffen.“

## Medien
- Cécile Loetz, Jakob Müller: Regression. Das Kind in uns. In: Rätsel des Unbewußten. Podcast zur Psychoanalyse und Psychotherapie (Folge 41).